# Marcus Wallenberg (1899–1982)
Marcus "Dodde" Wallenberg Jr., född 5 oktober 1899 i Skeppsholms församling, Stockholm, död 13 september 1982 i Jakobs församling, Stockholm, var en svensk bankman, företagsledare och den mest betydande företrädaren för den svenska industriella traditionen och svenskt näringsliv under 1900-talet. Han var verkställande direktör för Stockholms Enskilda Bank 1946–1958, och under ett halvt sekel – från början av 1930-talet fram till sin död 1982 – ledde och rekonstruerade han flera av Sveriges största företag. Under andra världskriget var han tillsammans med Erik Boheman utsedd att sköta Sveriges handelsförhandlingar med de allierade staterna.
Marcus Wallenberg hade ett stort intresse för segling och tennis. Han deltog i de olympiska seglingarna 1936 och var tennisspelare av svensk elitklass. Wallenberg var teknologie hedersdoktor vid Kungliga Tekniska Högskolan och ledamot av Kungliga Ingenjörsvetenskapsakademien. År 1973 utnämndes han till bergsråd i Finland av president Urho Kekkonen och 1974 blev han serafimerriddare.

## Yrkesliv

### Mellankrigsåren
Efter examen från Handelshögskolan i Stockholm 1920 och efter en femårig utlandspraktik i såväl amerikanska som europeiska banker och bankirfirmor, blev Wallenberg i mars 1927 utsedd till styrelseledamot i familjebanken. Wallenbergs intresse för teknik medförde att han kom att söka sig till den industriella sfären. Hans första stora uppdrag var krisen i det gamla Wallenbergföretaget Atlas Diesel. Som styrelseordförande tog Wallenberg beslutet att sakta avveckla företagets motortillverkning och i stället satsa på tryckluftstekniken, ett avgörande som ledde bolaget, nu under namnet Atlas Copco, mot en världsledande position.
En av de industrisektorer som särskilt intresserade Wallenberg var produktion och distribution av starkström. 1928 träffade han chefen för ASEA Sigfrid Edström och lade fram planer för ett samarbete. Ett bolag, Electro-Invest, bildades med syftet att förvärva koncessioner på att bygga kraftverk främst i Östeuropa. Wallenberg tog plats i bolagets styrelse 1930 och Investor blev den enskilt största ägaren.
Efter Kreugerkraschen 1932 engagerade sig Wallenberg aktivt i rekonstruktionen av Telefonaktiebolaget LM Ericsson. Ivar Kreuger hade 1931, i strid med svensk lag, sålt röststarka A-aktier till det amerikanska telefonföretaget ITT, i en sådan omfattning att detta bolag trodde sig behärska röstmajoriteten i LM Ericsson. Genom Wallenbergs förhandlingsinsatser och genom att den svenska regeringen godkände en höjning av den övre rösträttsgränsen för utländskt ägande till 35 procent, kunde tvisten med ITT lösas i juni 1933 och LM Ericsson bibehållas som ett svenskt oberoende företag.
Efter 1930-talskrisen hade AB Svenska Järnvägsverkstäderna rekonstruerats finansiellt av Wallenberg och utvecklat en flygavdelning, ASJA. En konkurrent till ASJA var AB Bofors vars dominerande ägare var finansmannen Axel Wenner-Gren, som 1936 hade köpt Nohab i Trollhättan, landets enda tillverkare av flygplansmotorer. Boforsgruppen bildade 1937 Svenska Aeroplanaktiebolaget i Trollhättan. Såväl Wallenberg som ordföranden i Boforsgruppen Sven Wingquist insåg att de båda gruppernas resurser borde slås samman för att skapa ett konkurrenskraftigt bolag och efter segslitna förhandlingar blev så också fallet.
I mars 1939 bildades ett nytt och större Svenska Aeroplanaktiebolaget, Saab, där ASJA:s produktionsresurser ingick och där de två grupperna blev lika stora innehavare av aktiekapitalet. Satsningen var karakteristisk för Marcus Wallenbergs djärvhet och strävan mot teknisk förnyelse. Han var den främsta initiativtagaren till en effektiv svensk flygplansindustri, som kunde hålla jämna steg med de ledande utländska. Långt senare år 1968 skulle han komma att överta ordförandeskapet i bolaget.

### Boschaffären
Strax efter krigsslutet, i juli 1945, briserade den så kallade Boschskandalen, i vilken Marcus Wallenberg tillsammans med sin äldre broder Jacob Wallenberg hade huvudrollerna. Bröderna anklagades av USA för att ha agerat bulvaner åt det tyska företaget Bosch, vilket väckte stor internationell uppmärksamhet. Affären fick till följd att Marcus Wallenberg kom att efterträda brodern på bankens ordförandepost.

### 1950–1982
Under 1950-talet flyttade Wallenberg successivt fram sina positioner inom industrin, mestadels på bekostnad av sin broder. Han blev 1958 VD i investmentbolaget Providentia och 1959 var han ordförande i 33 företagsstyrelser och dessutom ordinarie ledamot i 31 andra styrelser. 1958–1964 var han ordförande i Sveriges Industriförbund och 1950–1975 i Industriens Utredningsinstitut. 1978 övertog han även ordförandeklubban i Investor. I sin industriella verksamhet arbetade Marcus Wallenberg i symbios med landets politiska ledning, även om han ofta ogillade den politik som fördes, men han respekterade den offentliga makten och gjorde det bästa av situationen.
I slutet av 1960-talet ansåg Marcus Wallenberg att Sverige behövde en stor privat affärsbank, som kunde bli en kraftkälla för industrin och som även skulle kunna göra sig gällande internationellt. Efter att 1969 ha övertagit ordförandeskapet i den egna banken, behärskade Marcus Wallenberg helt dess styrelse och var fri att försöka genomföra sina intentioner om bankens sammanslagning med Skandinaviska Banken. Efter en intensiv insats och hårt motstånd lyckades han förverkliga ett samgående, som trädde i kraft den 1 januari 1972. Den nya banken fick namnet Skandinaviska Enskilda Banken och dess första styrelseordförande blev Marcus Wallenberg.
Marcus Wallenberg var grundare till Marianne och Marcus Wallenbergs Stiftelse och därtill har ytterligare tre så kallade Wallenbergstiftelser grundats i Marcus Wallenbergs namn respektive till hans minne (Marcus Wallenbergs Stiftelse för Internationellt Vetenskapligt Samarbete, Tekn. dr Marcus Wallenbergs Stiftelse för utbildning i internationellt industriellt företagande samt Marcus Wallenbergs Stiftelse för främjande av Skogsindustriell Vetenskaplig Forskning).
Wallenberg invaldes 1957 som ledamot av Ingenjörsvetenskapsakademien, där han 1969 blev hedersledamot. I Finland nämndes Marcus Wallenberg till bergsråd av republikens president Urho Kekkonen. År 1957 utsågs Wallenberg till teknologie hedersdoktor vid Kungliga Tekniska högskolan.
Marcus Wallenberg avled 13 september 1982 i sitt hem sedan 1978, Villa Täcka Udden på Djurgården i Stockholm, efter att ha varit sjuk sedan början av året. Han jordfästes i Sankt Jacobs kyrka i Stockholm den 22 september. Riddarholmskyrkans klockor ringde då serafimerringning eftersom Wallenberg var serafimerriddare. På Vidbynäs gård på Södertörn söder om Stockholm, som var Wallenbergs bostad fram till hans hustrus död 1978, hade han anlagt en privat begravningsplats. Där gravsattes hans urna vid sidan av den urna som rymmer stoftet efter hans andra hustru.

### Uppdrag i urval
- Styrelseordförande för Saab/Saab-Scania 1968–1980
- Hedersordförande för Saab/Saab-Scania
- Chef för Stockholms Enskilda Bank

## Segling

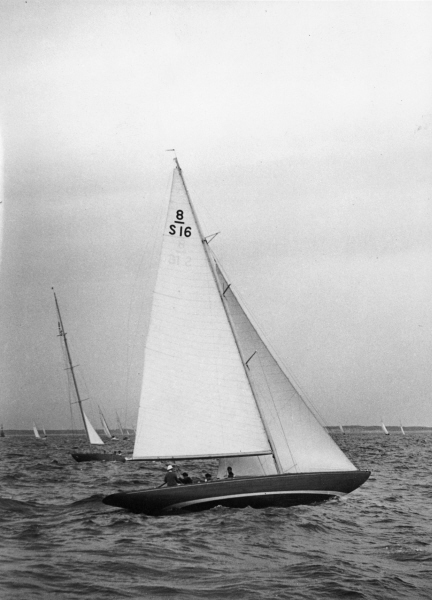
Den framgångsrika 8mR-yachten "Ilderim II", ritad av Tore Holm.

Marcus Wallenberg var en skicklig ban- och havskappseglare och vann, som rorsman på sin båt "Ergekå", Visbypokalen 1933 samt Sinebrychoffs pokal 1933 och 1934. Som rorsman på "Ilderim", en 8mR-yacht, med vilken han även deltog i OS-seglingarna 1936, vann han i Genua 1938 Coppa d'Italia, vilken han framgångsrikt försvarade i Sandhamn 1939, denna gång som rorsman på "Ilderim II". Åren 1932–43 var han ordförande i Segelsällskapet Havsörnarna.

## Tennisspelare
Marcus Wallenberg tillhörde eliten inom svensk tennis under första halvan av 1920-talet, och tog fyra svenska mästerskap i tennis under 1920-talet. Under denna period var han jämte Sune Malmström den bäste tennisspelaren i Sverige. Han deltog i det svenska Davis Cup-laget tillsammans med Malmström och Ingvar Garell 1925–26. Som bäst nådde laget semifinalen i Europazonen 1926 efter segrar över Schweiz och Sydafrika. I semifinalen mötte det svenska laget Frankrike som ställde upp med det årets Wimbledon-segrare Jean Borotra, Henri Cochet och dubbelspecialisten Jacques Brugnon. Vid mötet var Wallenberg drabbad av sjukdom och kunde därför inte göra sitt allra bästa. Frankrike vann mötet med 5–0 i matcher, trots betydande insatser från framförallt Malmström.
Wallenberg hade under sin studietid tränat tennis utomlands med elitspelare framför allt från Frankrike. Han lärde sig då att spela offensiv tennis där grundslagen låg till grund för avancemang till nät för att avgöra med volley. Han hade också en mycket effektiv smash. Bland meriterna kan nämnas att han i dubbel nådde fjärde omgången i Wimbledon.
Marcus Wallenberg var senare en av svensk tennis största sponsorer via sina bolag där bland annat SAAB och SEB sponsrar tennisturneringen i Båstad (Swedish Open).

## Utmärkelser

### Svenska utmärkelser
- Riddare och Kommendör av Kungl. Majt:s Orden (Serafimerorden), 1974.
- Kommendör med stora korset av Nordstjärneorden, 6 juni 1956.[24]
- Kommendör av 1. klass av Nordstjärneorden 6 juni 1952
- Kommendör med stora korset av Vasaorden, senast 1962.[25]
- Kommendör av 1. klass av Vasaorden 6 juni 1945
- S:t Eriksmedaljen (Stockholm Stads Hedersbelöning) 1964[26]
- Ekonomie hedersdoktor vid Handelshögskolan i Stockholm (ekon. dr. h.c.) 1971

### Utländska utmärkelser
- Kommendör av 1. klass av Brittiska Imperieorden
- Kommendör av 1. klass av Danska Dannebrogorden
- Storofficer av Mexikanska Örnorden
- Kommendör av Finlands Vita Ros’ orden
- Storkorset av Finlands Lejons orden[25]
- Storkorset av Italienska republikens förtjänstorden, 14 juni 1966.[27]
- Kommendör av första klass av Norska Sankt Olavs orden med stjärna
- Kommendör av Isländska falkorden
- Officer av Franska Hederslegionen.[28]

## Familj
Marcus Wallenberg Jr. var son till vice häradshövding Marcus Wallenberg Sr. och Amalia, född Hagdahl (1864–1959) samt bror till bankmannen Jacob Wallenberg. Han var far till Marc Wallenberg, Peter Wallenberg samt Ann-Mari Bonsor (1929–2019) i sitt första äktenskap (1923–1935) med skotskan Dorothy Mackay (1900–1984). Marcus Wallenberg Jr. ingick 1936 äktenskap med friherrinnan Marianne De Geer af Leufsta, tidigare gift med Carl Oscar Bernadotte.
Paret Wallenberg bodde 1926–1936 i villa Parkudden på Djurgården i Stockholm.